# Erich Pietsch
Ernst Hermann Erich Pietsch (* 6. Mai 1902 in Berlin; † 9. April 1979 in Bad Homburg vor der Höhe) war ein deutscher Chemiker und Dokumentar. Von 1955 bis 1961 war er Präsident der Deutschen Gesellschaft für Informationswissenschaft und Informationspraxis.

## Leben
Seine Schulzeit verbrachte Pietsch von 1914 bis 1918 an der Bertram-Realschule und anschließend bis 1921 an der Luisenstädtischen Oberrealschule, jeweils in Berlin. Ab 1921 begann er an der heutigen Humboldt-Universität zu Berlin ein Studium der Chemie, das er 1926 mit der Promotion zum Dr. phil. beendete. Seine Forschungsarbeit setzte er bis 1934 am Berliner Institut für Physikochemie fort. Im Jahr 1936 übernahm er die Leitung der Redaktion des von Leopold Gmelin gegründeten Handbuchs der Chemie, in der er bereits ab 1925 (ab 1927 als stellvertretender Redakteur) arbeitete. Pietsch wurde Mitglied der NSDAP.
Während des Zweiten Weltkriegs war Pietsch zeitweise als Kriegsverwaltungsrat für den Reichsforschungsrat im Generalgouvernement und in der besetzten Ukraine tätig und requirierte Buchbestände.
Nach dem Krieg setzte er seine Arbeit in der Redaktion des Handbuchs der Chemie fort, die unter dem Namen Gmelin-Institut 1946 nach Clausthal-Zellerfeld verlegt und in die Kaiser-Wilhelm-Gesellschaft zur Förderung der Wissenschaften eingegliedert wurde. 1948 erfolgte die Eingliederung in die Max-Planck-Gesellschaft und 1957 der Umzug nach Frankfurt am Main. Pietsch hatte großen Einfluss auf die Entwicklung der  maschinellen Dokumentation in Deutschland.
1967 wurde Pietsch emeritiert.